# Kanton Pau-Centre
Kanton Pau-Centre (francouzsky Canton de Pau-Centre) je francouzský kanton v departementu Pyrénées-Atlantiques v regionu Akvitánie. Tvoří ho pouze centrum města Pau.